# Cyclophora punctularia
Cyclophora punctularia là một loài bướm đêm trong họ Geometridae.